# Kantons van Corrèze
Het Franse departement Corrèze (19) omvat, sinds de hervorming van de kantons die bij wet doorgevoerd werd in 2013 en voor het eerst toegepast bij de departementsverkiezingen van maart 2015, nog 19 in plaats van 37 kantons. In een aantal gevallen werden afgeschafte kantons in hun geheel toegevoegd aan reeds bestaande kantons, in andere gevallen werden de gemeenten van afgeschafte kantons verdeeld over verschillende bestaande kantons of werden geheel nieuwe kantons gevormd.
Het beoogde doel van de hervorming was kantons te vormen die naar inwoneraantal vergelijkbaar groot zijn (maximaal 20% afwijking van het gemiddelde voor het departement) zodat de vertegenwoordiging van elk kanton in de departementsraad (twee als koppel verkozen raadsleden per kanton) voortaan ook ongeveer een gelijk aantal inwoners zou vertegenwoordigen.
Het gemiddelde inwoneraantal voor een kanton in het departement bedraagt na de hervorming ongeveer 12.700 (pop. municipale 2013). De grootste afwijkingen hiervan zijn er voor Kanton Allassac (+21%) en Kanton Égletons (-19%).

## Kantons van het departement Corrèze na de hervorming van 2013

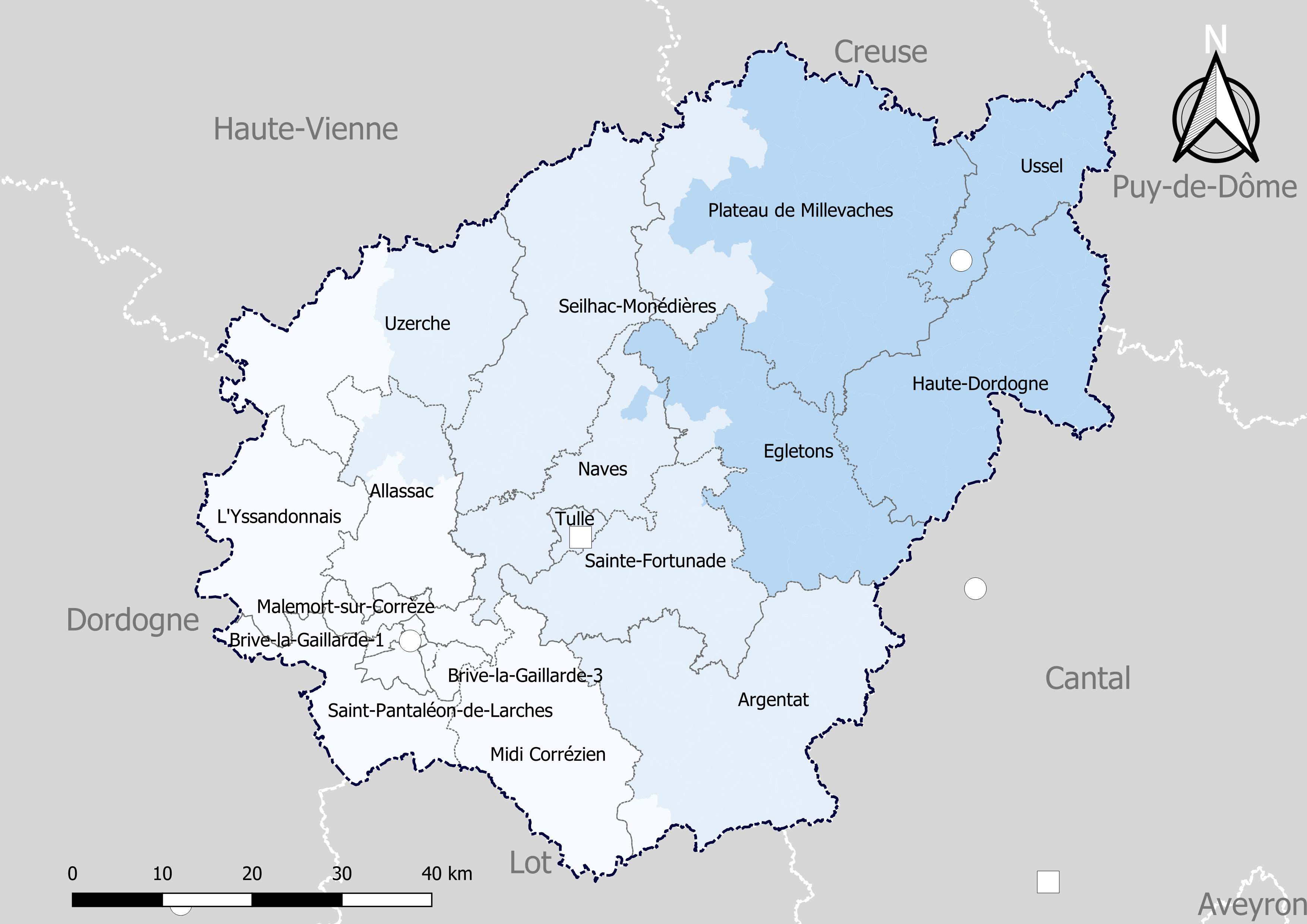
Kantons van Corrèze met in blauwtinten de arrondissementen.

Bij de hervorming van de kantons werd geen rekening gehouden met de bestaande arrondissementsgrenzen, als gevolg hiervan liggen kantons niet langer steeds binnen eenzelfde arrondissement.
| Kanton | Kanton                           | Inwoners 2013* | Aantal gemeenten |
| ------ | -------------------------------- | -------------- | ---------------- |
| 1      | Kanton Allassac                  | 15.310         | 12               |
| 2      | Kanton Argentat-sur-Dordogne     | 12.190         | 30               |
| 3      | Kanton Brive-la-Gaillarde-1      | 12.569         | 1                |
| 4      | Kanton Brive-la-Gaillarde-2      | 12.527         | 1                |
| 5      | Kanton Brive-la-Gaillarde-3      | 11.545         | 3                |
| 6      | Kanton Brive-la-Gaillarde-4      | 13.538         | 1                |
| 7      | Kanton Égletons                  | 10.279         | 18               |
| 8      | Kanton Haute-Dordogne            | 10.399         | 27               |
| 9      | Kanton Malemort-sur-Corrèze      | 15.087         | 5                |
| 10     | Kanton Midi Corrézien            | 12.250         | 34               |
| 11     | Kanton Naves                     | 11.256         | 13               |
| 12     | Kanton Plateau de Millevaches    | 10.451         | 33               |
| 13     | Kanton Saint-Pantaléon-de-Larche | 15.264         | 13               |
| 14     | Kanton Sainte-Fortunade          | 10.819         | 23               |
| 15     | Kanton Seilhac-Monédières        | 12.036         | 21               |
| 16     | Kanton Tulle                     | 14.323         | 1                |
| 17     | Kanton Ussel                     | 12.353         | 11               |
| 18     | Kanton Uzerche                   | 14.154         | 21               |
| 19     | Kanton L'Yssandonnais            | 14.431         | 21               |

Bron: INSEE - *Inwoners 2013 = Population municipale

## Kantons van het departement Corrèze voor de hervorming van 2013
| Arrondissement | Arrondissement     | Kanton | Kanton                        |
| -------------- | ------------------ | ------ | ----------------------------- |
| 2              | Tulle              | 1      | Argentat                      |
| 1              | Brive-la-Gaillarde | 2      | Ayen                          |
| 1              | Brive-la-Gaillarde | 3      | Beaulieu-sur-Dordogne         |
| 1              | Brive-la-Gaillarde | 4      | Beynat                        |
| 3              | Ussel              | 5      | Bort-les-Orgues               |
| 1              | Brive-la-Gaillarde | 6      | Brive-la-Gaillarde-Nord-Est   |
| 3              | Ussel              | 7      | Bugeat                        |
| 2              | Tulle              | 8      | Corrèze                       |
| 1              | Brive-la-Gaillarde | 9      | Donzenac                      |
| 2              | Tulle              | 10     | Égletons                      |
| 3              | Ussel              | 11     | Eygurande                     |
| 1              | Brive-la-Gaillarde | 12     | Juillac                       |
| 2              | Tulle              | 13     | Lapleau                       |
| 1              | Brive-la-Gaillarde | 14     | Larche                        |
| 1              | Brive-la-Gaillarde | 15     | Lubersac                      |
| 2              | Tulle              | 16     | Mercœur                       |
| 3              | Ussel              | 17     | Meymac                        |
| 1              | Brive-la-Gaillarde | 18     | Meyssac                       |
| 3              | Ussel              | 19     | Neuvic                        |
| 2              | Tulle              | 20     | La Roche-Canillac             |
| 2              | Tulle              | 21     | Saint-Privat                  |
| 2              | Tulle              | 22     | Seilhac                       |
| 3              | Ussel              | 23     | Sornac                        |
| 2              | Tulle              | 24     | Treignac                      |
| 2              | Tulle              | 25     | Tulle-Urbain-Nord             |
| 2              | Tulle              | 26     | Tulle-Urbain-Sud              |
| 3              | Ussel              | 27     | Ussel-Est                     |
| 2              | Tulle              | 28     | Uzerche                       |
| 1              | Brive-la-Gaillarde | 29     | Vigeois                       |
| 1              | Brive-la-Gaillarde | 30     | Brive-la-Gaillarde-Sud-Est    |
| 1              | Brive-la-Gaillarde | 31     | Brive-la-Gaillarde-Centre     |
| 1              | Brive-la-Gaillarde | 32     | Brive-la-Gaillarde-Nord-Ouest |
| 1              | Brive-la-Gaillarde | 33     | Brive-la-Gaillarde-Sud-Ouest  |
| 1              | Brive-la-Gaillarde | 34     | Malemort-sur-Corrèze          |
| 2              | Tulle              | 35     | Tulle-Campagne-Nord           |
| 2              | Tulle              | 36     | Tulle-Campagne-Sud            |
| 3              | Ussel              | 37     | Ussel-Ouest                   |